# Kelurahan Merdeka (administrativ by i Indonesien, Nusa Tenggara Timur)
Kelurahan Merdeka är en administrativ by i Indonesien.   Den ligger i provinsen Nusa Tenggara Timur, i den sydöstra delen av landet, 1 900 km öster om huvudstaden Jakarta.